# SM the Ballad

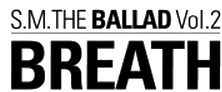
Logo.

SM the Ballad (stylisé S.M. THE BALLAD) est un groupe de ballades sud-coréen formé par SM Entertainment en 2010. Le groupe a sorti deux mini-albums.

## Histoire
Miss you, le morceau principal du premier mini-album de S.M. THE BALLAD, fut initialement intitulé When It Began et écrit comme un duo pour SHINee. Quand les membres de SHINee Onew et Jonghyun ont enregistré le morceau, qui incluait le rap de Minho, membre du même groupe, SM Entertainment a voulu inclure le duo dans le premier album de SHINee en 2008. En raison de l'incompatibilité avec l'image de leur album, SHINee prévit de sortir le morceau comme un single à part. Après quelques changements d'image, il fut décidé que le single serait interprété par Xia Junsu, Kyuhyun de Super Junior, et Jonghyun. Deux mois avant la sortie du mini-album, Junsu quitta SM Entertainment. Il fut finalement décidé d'inclure Jay Kim du groupe TRAX et un nouveau stagiaire de la SM Entertainment, Jinho (en). Le titre du morceau devint officiellement Miss You.
Avec finalement Jonghyun, Kyuhyun, Jay Kim et Jinho en artistes à l'affiche, S.M. THE BALLAD débuta avec la première représentation de Miss You dans l'Inkigayo du 28 novembre 2010. Le mini-album, Miss You, sortit le 29 novembre 2010.
Le 3 février 2014, SM Entertainment a révélé que Changmin de TVXQ, Yesung de Super Junior, Zhang Liyin, Taeyeon de Girls' Generation, Zhou Mi de Super Junior-M, Krystal de f(x) et Chen de EXO s'était réunis pour réaliser un nouvel album avec Jonghyun, seul membre initial restant,. SM Entertainment a expliqué que S.M. THE BALLAD était en effet en train de planifier un comeback pour très bientôt. Plus tard, il fut annoncé que la tracklist[Quoi ?] contiendrait des chansons en coréen, japonais et chinois.
Le 12 février 2014, les membres de S.M. THE BALLAD – à l'exception de Changmin et Yesung – ont tenu un concert récital et ont interprété les nouveaux morceaux de leur album. Breath est sorti le 13 février 2014.

## Membres
| Nom de scène      | Nom de scène | Nom de naissance | Nom de naissance | Date de naissance | Nationalité | Position                         | Groupe            |
| Romanisé          | Coréen       | Romanisé         | Coréen           | Date de naissance | Nationalité | Position                         | Groupe            |
| ----------------- | ------------ | ---------------- | ---------------- | ----------------- | ----------- | -------------------------------- | ----------------- |
| Yesung            | 예성         | Kim Jong Hoon    | 김종훈           | 24 août 1984      | sud-coréen  | Chanteur, Hyung (le plus âgé)    | Super Junior      |
| Zhoumi            | 조미         | Zhou Mi          | 周觅             | 19 avril 1986     | Chinois     | Chanteur                         | Super Junior-M    |
| Max               | 최대         | Shim Chang Min   | 심창민           | 18 février 1988   | sud-coréen  | Chanteur                         | TVXQ              |
| Taeyeon           | 태연         | Kim Tae Yeon     | 김태연           | 9 mars 1989       | sud-coréen  | Leader, chanteuse                | Girls' Generation |
| Jonghyun (Décédé) | 종현         | Kim Jong Hyun    | 김종현           | 8 avril 1990      | sud-coréen  | Chanteur                         | SHINee            |
| Chen              | 첸           | Kim Jong Dae     | 김종대           | 21 septembre 1992 | sud-coréen  | Chanteur, Maknae (le plus jeune) | Exo               |

### Anciens membres
| Nom de scène | Nom de scène | Nom de naissance | Nom de naissance | Date de naissance | Nationalité             | Position                          | Groupe       |
| Romanisé     | Coréen       | Romanisé         | Cor.Jap.         | Date de naissance | Nationalité             | Position                          | Groupe       |
| ------------ | ------------ | ---------------- | ---------------- | ----------------- | ----------------------- | --------------------------------- | ------------ |
| Jay          | 제           | Kim Kyeon Woo    | 김견우           | 8 avril 1983      | Américano/ sud-coréen   | Chanteur, Hyung (le plus âgé)     | TRAX         |
| Kyuhyun      | 규현         | Cho Kyu Hyun (   | 조규현           | 3 février 1988    | Sud-coréen              | Chanteur                          | Super Junior |
| Zhāng Lìyǐn  | 장리인       | Zhāng Lìyǐn      | 張力尹           | 28 février 1989   | Chinoise                | Chanteur                          | Aucun        |
| Krystal      | 크리스탈     | Krystal Soo Jung | 크리스탈 수정    | 24 octobre 1994   | Américano/ Sud-coréenne | Chanteuse, Maknae (la plus jeune) | f(x)         |

## Discographie

### Mini-albums
| Informations sur l'album | Pistes |
| --- | --- |
| S. M. THE BALLAD Vol. 1 – 너무 그리워 (Miss you) - Premier mini-album - Sortie : 29 novembre 2010 - Genre : Pop, R&B - Label : SM Entertainment - Langue : coréen - Ventes : 23,162+ - Meilleure position : 1re               | 1. 너무 그리워 (Miss you) 2. Hot Times (시험하지 말기) 3. 다시... 사랑합니다 (Love Again) (solo de Kyuhyun) 4. Don't Lie (Jonghyun et Jino featuring Henry de Super Junior-M) 5. 내일은... (Another Day) (solo de Jay Kim) |
| S. M. THE BALLAD Vol. 2 – Breath - Deuxième mini-album - Sortie : le 13 février 2014 - Genre : Pop, R&B, ballade - Label : SM Entertainment - Langue : coréen, chinois, japonais - Ventes : 63,222+ - Meilleure position: 1re | 1. Dear... (Intro) 2. 숨소리 (Breath) (Taeyeon & Jonghyun) 3. 내 욕심이 많았다 (Blind) (solo de Yesung) 4. Set Me Free (solo de Taeyeon) 5. 하루 (A Day Without You) (Jonghyun & Chen) 6. 좋았던 건, 아팠던 건 (When I Was... When U Were...) (Krystal & Chen) 7. Breath (version japonaise) (Max Changmin & Krystal) 8. 僕のせいだよ (Blind) (version japonaise) (solo de Yesung) 9. 呼吸 (Breath) (version chinoise) (Chen & Zhang Liyin) 10. 太贪心 (Blind) (version chinoise) (solo de Zhou Mi) |

## Autres médias
Le 4 janvier 2011, S.M. Entertainment, avec NEOWIZ Internet Corporation, Ltd, a publié une application iPhone qui comprend le titre Miss You du premier mini-album de S.M. THE BALLAD. L'application offre un aperçu des autres pistes de l'album, une galerie, et une horloge, ainsi que le clip vidéo de Miss You et Hot Times.